# Toʻraqoʻrgʻon
Toʻraqoʻrgʻon (uzb. cyr.: Тўрақўрғон; ros.: Туракурган, Turakurgan) – miasto we wschodnim Uzbekistanie, w wilajecie namangańskim, w Kotlinie Fergańskiej, nad rzeką Kosonsoy, siedziba administracyjna tumanu Toʻraqoʻrgʻon. W 1989 roku liczyło ok. 18 tys. mieszkańców.
Miejscowość otrzymała prawa miejskie w 1979 roku.